# فهرست میلیاردرهای بلومبرگ
فهرست میلیاردرهای بلومبرگ یا به عبارت دیگر شاخص میلیاردرهای بلومبرگ که در ماه مارس ۲۰۱۲ راه اندازی شد، رتبه‌بندی روزانه ۵۰۰ نفر برتر ثروتمند در جهان بر اساس دارایی خالص آنها است. این فهرست مشخصات هر میلیاردر را نشان می‌دهد و ابزاری را در بر می‌گیرد که به کاربران امکان می‌دهد ثروت چندین میلیاردر را با هم مقایسه کنند. این شاخص هر روز در پایان معاملات در نیویورک به روز رسانی می‌شود.

## رتبه‌بندی
این رتبه‌بندی در روزهایی که بازار بورس ایالات متحده به فعالیت می‌پردازد به روزرسانی می‌شود، این به روزرسانی بعد از زنگ خاتمه هر روز معاملاتی نیویورک انجام می‌گیرد و بنابراین بر مبنای منطقه زمانی شرقی است.
| آیکون   | توضیحات                                     |
| ------- | ------------------------------------------- |
| بی‌تغییر | نسبت به روز معاملاتی قبل تغییری نداشته است. |
| افزایش  | نسبت به روز معاملاتی قبل افزایش یافت.       |
| کاهش    | نسبت به روز معاملاتی قبل کاهش یافت.         |

| رتبه. | نام          | ارزش خالص (USD)    | سن | Nation(s) of origin                          |  | منابع ثروت                                          |
| ----- | ------------ | ------------------ | -- | -------------------------------------------- |  | --------------------------------------------------- |
| ۱     | ایلان ماسک   | ۳۰۲٫۲ میلیارد دلار | ۵۳ | آفریقای جنوبی · کانادا · ایالات متحده آمریکا |  | تسلا اسپیس‌اکس اکس کورپ اکس‌ای‌آی شرکت بورینگ نورالینک |
| ۲     | جف بیزوس     | ۱۹۳٫۳ میلیارد دلار | ۶۱ | ایالات متحده آمریکا                          |  | آمازون بلو ارجین                                    |
| ۳     | مارک زاکربرگ | ۱۷۹٫۱ میلیارد دلار | ۴۰ | ایالات متحده آمریکا                          |  | متا پلتفرمز                                         |
| ۴     | برنار آرنو   | ۱۵۷٫۷ میلیارد دلار | ۷۶ | فرانسه                                       |  | ال و ام هاش                                         |
| ۵     | بیل گیتس     | ۱۵۵٫۴ میلیارد دلار | ۶۹ | ایالات متحده آمریکا                          |  | مایکروسافت                                          |
| ۶     | وارن بافت    | ۱۵۴٫۷ میلیارد دلار | ۹۴ | ایالات متحده آمریکا                          |  | برکشر هاتاوی                                        |
| ۷     | لری الیسون   | ۱۵۰ میلیارد دلار   | ۸۰ | ایالات متحده آمریکا                          |  | اورکل کورپوریشن                                     |
| ۸     | لری پیج      | ۱۳۳٫۷ میلیارد دلار | ۵۲ | ایالات متحده آمریکا                          |  | شرکت آلفابت                                         |
| ۹     | استیو بالمر  | ۱۲۷ میلیارد دلار   | ۶۹ | ایالات متحده آمریکا                          |  | مایکروسافت                                          |
| ۱۰    | سرگی برین    | ۱۲۶ میلیارد دلار   | ۵۱ | ایالات متحده آمریکا                          |  | شرکت آلفابت                                         |

## شروع و سابقه
فهرست میلیاردرها در بلومبرگ یک رتبه‌بندی روزانه از میلیاردرهای جهان است که از ماه مارس ۲۰۱۲ توسط بلومبرگ نیوز منتشر شده است. این سایت ۵۰۰ نفر از ثروتمندترین افراد در دنیا را پیگیری می‌کند. این رتبه‌بندی طراحی شد تا ارائه‌ای شفاف تر و قابل توضیح از بیشترین ثروت‌های شخصی در جهان را در دسترس عموم قرار دهد. در آغاز کار این فهرست تنها ۲۰ فرد دارای بیشترین ثروت در دنیا را پیگیری می‌کرد و به مرور زمان این تعداد به ۱۰۰، ۲۰۰، ۴۰۰ و در نهایت در ماه اکتبر ۲۰۱۶ به ۵۰۰ نفر افزایش یافت.
در هنگام راه اندازی آن، کارلوس اسلیم سرمایه‌دار بزرگ مکزیکی در حوزه صنایع ارتباطی، با تخمین ارزش خالص دارایی ۶۵٫۸ میلیارد دلار در رتبه اول قرار گرفت. در آغاز ماه مه ۲۰۱۳، بیل گیتس یکی از مؤسسان مایکروسافت برترین میلیاردر جهان بود. جف بیزوس مدیر عامل شرکت آمازون و آمانسیو اورتگا اسپانیایی، خرده‌فروش صنعت مد به ترتیب طی سال‌های ۲۰۱۶ و ۲۰۱۷ شاهد افزایش چشمگیر در ارزش خالص دارایی خود بودند و بیل گیتس را برای قرار گرفتن در رتبه اول به چالش کشیدند. در نهایت امر در سال ۲۰۱۸، بیزوس از او پیشی گرفت و بعد در سال ۲۰۲۱، ایلان ماسک رتبه اول را در اختیار گرفت و تا میانه‌های ماه دسامبر ۲۰۲۲ این رتبه را در اختیار خود داشت که به خاطر کاهش قیمت سهام تسلا در این هنگام این جایگاه را از دست داد و عنوان ثروتمندترین فرد در جهان به برنار آرنو تعلق گرفت. در روز ۳۱ مه ۲۰۲۳ با افزایش قیمت سهام تسلا، دوباره ایلان ماسک جایگاه ثروتمندترین فرد در جهان را مال خود کرد در عین حالی که قیمت سهام شرکت ال‌وی‌ام‌اچ که بر ثروت برنار آرنو تأثیر داشت به خاطر کاهش فروش این شرکت، سقوط کرد.

## روش‌شناسی
این فهرست نگاهی پویا به ثروتی که توسط افراد برتر ثروتمند جهان مدیریت می‌شود، در دسترس قرار می‌دهد و در عین حال تلاش می‌کند دیدگاه جدیدی در مورد نحوه مشاهده و ردیابی نقل و انتقال این ثروت توسط رسانه‌ها ارائه دهد. این فهرست بنا بر تغییرات روزانه، مرتبط با نوسانات قیمت سهام و اخبار اقتصادی/شرکتی ایجاد شده است.
برای محاسبه ثروت افراد، این فهرست بر ترکیبی از داده‌های عمومی و خصوصی، ردیابی قیمت سهام و دارایی‌های افشا شده عمومی و همچنین ارزش‌های محاسبه‌شده برای شرکت‌های خصوصی با استفاده از اطلاعات استخراج شده یا گزارش‌شده که با استفاده از مقایسه‌های فعال با رقبای عمومی ارزش‌گذاری می‌شود، متکی است.
ارزش گذاری‌ها به دلار آمریکا با نرخ ارز فعلی تبدیل می‌شوند و مفروضات مربوط به بدهی شخصی را شامل نمی‌شوند.
روزنامه‌نگاران خاطرنشان کرده‌اند که روش‌شناسی با جزئیات بالای مورد استفاده برای این شاخص شفاف‌تر از محاسبات «تا حدی مبهم» غیر شفاف و غیرقابل عیان فهرست‌های دیگر است. فهرست‌کنندگان بلومبرگ می‌گویند تخمین‌های آنها ممکن است دقیق‌تر از رقبا باشد، زیرا داده‌ها و گزارش‌های بهتری (از پایانه‌های بلومبرگ و کارمندان گزارش‌دهی آن) دارند.»

## تجسم داده‌ها
فهرست کامل به صورت آنلاین در سیستم نرم‌افزاری ترمینال بلومبرگ در دسترس است. ابزارهایی برای مقایسه ثروت چندین میلیاردر، ردیابی میلیاردرهایی که دارایی آنها بیشتر تغییر می‌کند، و تجزیه و تحلیل عملکرد یک ساله میلیاردرها به صورت تکی یا میلیاردرهایی که بر اساس صنعت، منطقه یا کشور گروه‌بندی شده‌اند، وجود دارد.
مشخصات هر میلیاردر شامل توضیحاتی در مورد ارزیابی دارایی‌ها و جزئیات بیشتر در مورد هر گونه مبالغ هنگفت است.